# 王清葆
王清葆（1950年10月—），安徽太和人，汉族，中华人民共和国政治人物、第十一届全国人民代表大会解放军代表，少將軍銜。
毕业于南京政治学院马列主义理论专业，1970年加入中国共产党。曾历任南京军区政治部宣传部理论研究室副团职干事，政治教育处处长，理论研究室主任、军区党委副师职秘书、政治部组织部副部长、部长，福建省军区政治部主任。2005年任江西省军区政委，2009年任南京军区政治部副主任。2008年起担任全国人大代表。